# Möss och människor (1939)
Möss och människor är en amerikansk film från 1939 i regi av Lewis Milestone. Den bygger på John Steinbecks kortroman med samma namn från 1937, och filmmanuset skrevs av Eugene Solow. Filmen kom att nomineras till fyra Oscar, varav en var för bästa film.

## Rollista
- Lon Chaney Jr. – Lennie Small
- Burgess Meredith – George Milton
- Betty Field – Mae Jackson
- Charles Bickford – Slim
- Roman Bohnen – Candy
- Bob Steele – Curley
- Noah Beery Jr. – Whit
- Oscar O'Shea – Jackson
- Granville Bates – Carlson